# Dorre Heide
De Dorre Heide is een fictief gebied in het noorden van J.R.R. Tolkiens Midden-aarde.
In hun oostelijke helft vertakten de Grijze Bergen zich in twee dunne stroken, met een smalle vallei ertussen. Aan het begin van deze lange vallei tussen de Bergen was een heide, maar deze was verbrand en verdord door haar inwoners. Deze Dorre Heide, in het noorden van Midden-aarde, was bekend en gevreesd als broedplaats van de draken. Een keer teisterden ze de Grijze Bergen en de landen daarachter, en zelfs in de laatste decennia van de Derde Era terroriseerde Smaug nog steeds de inwoners van het Noorden. Smaug was de laatste van de grote draken, maar andere kleineren van zijn soort bleven in leven.